# Баран Остап
Оста́п Бара́н (5 лютого 1908, с. Рай, нині Бережанського району Тернопільської області — 25 травня 1990, США) — український лікар, громадський діяч. Доктор медицини[джерело?]. Член УЛТ Америки, Нью-Йоркского медицинского товариства. Почесний член Академії родинних лікарів США.

## Життєпис
Закінчив гімназію у Бережанах (1927). Навчався у Ягеллонскому університеті в Кракові. Працював лікарем у с. Золотники, нині Теребовлянського району, згодом — у Теребовлі; під час німецької окупації — у Бережанах.
1944 емігрував на Захід. 1945—1949 — лікар у таборі для переміщених осіб у Мюнхені (Німеччина). 1949 переїхав до США (м. Нью-Йорк). Працював лікарем. 1951 розробив методи епідуральної анестезії, сконструював для цього спеціальну голку. 1953—1984 отримав 4 медичні патенти. Від 1986 перебував на пенсії. Автор низки медично наукових праць.